# Gustaf Ljunggren (tecknare)
Gustaf Ljunggren, född 8 november 1879 i Stockholm, död 1967 i Göteborg, var en svensk karikatyr- och skämttecknare som även verkade som serieskapare av främst reklamserier.
Ljunggren föddes i Stockholm men tillbringade stora delar av sitt yrkesverksamma liv i Göteborg. Han utbildade sig vid Tekniska Skolan (föregångaren till Konstfack) och Konstnärsförbundets målarskola samt gjorde utrikes studieresor. Från 20-årsåldern började han medverka i olika tidningar och tidskrifter, och hans alster kunde ses i skämttidningar som Puck och Söndagsnisse-Strix, liksom i dagstidningen Göteborgs-Posten (han gifte sig med dess kvinnliga VD Ebba Ljunggren, född Lindberg). Hans bilder publicerades även utanför Sverige.
När Ljunggren 1922 för första gången samlade ett antal av sina teckningar i bokform skrev signaturen "Finn" i en recension i Dagens Nyheter om tecknaren att "Hans maner är oefterhärmligt. Enkla vackra linjer. Elegans och pikanteri. Han har ansetts vara en smula skarbrös. Med den galliska espri som kännetecknar den i övrigt mycket nordiska Ljunggren måste man tangera det ekivåka. Lätt och lekande."
Mer kritisk var K. A. Arvidsson som i boken Världens karikatyrer (1949) skrev att Ljunggren att "lade an på en svajig mondän elegans: sin nervöst sicksack-linjiga stil har han drivit allt längre från verkligheten, när han numera nästan enbart sysslar med aktuella reklamteckningar åt en fabrik för tandpasta."
Det Arvidsson syftar på är de olika reklamteckningar och -serier för Stomatol vilka Ljunggren regelbundet ritade i trettio års tid, till exempel serien "Enda barnet".
Ljunggren utförde även en del av sina skämtteckningar i serieformat, till exempel första världskrigssatiren "En hjälte" (1914).

### Allmänna källor
- Ljunggren, Gustaf i Vem är Vem?: Götaland utom Skåne, Halland, Blekinge (andra upplagan, 1965)
- Sture Hegerfors: program till utställningen "Humor med Gahlin och Ljunggren! En utställning om Torvald Gahlin och Gustaf Ljunggren – två legendariska humortecknare från Göteborg" (Göteborgs Stadsmuseum 2006)
- Världens karikatyrer (Stockholm 1949)
- Recension av Ljunggrens bok Vackra flickor och fula gubbar (av signaturen "Finn") i Dagens Nyheter den 17 december 1922

1. ↑  Gemeinsame Normdatei, Deutsche Nationalbibliotheks katalog-id-nummer: 1742394327749153-1, läst: 18 mars 2025.[källa från Wikidata]